# عبد الله بن عبد الرحمن الرومي
عبد الله بن عبد الرحمن الرومي تابعي، راوي حديث نبوي مجهول الحال، أصله من خراسان، وسكن البصرة وهو والد عمر بن عبد الله الرومى. مات هو وبديل بن ميسرة العقيلي فِي يوم واحد سنة 130 هـ.

## روايته للحديث النبوي
- روى عن: أنس بن مالك، وعبد الله بن عمر بن الخطاب، وأبي هريرة.
- روى عنه: حماد بن زيد، وابنه عمر بن عبد الله الرومى.[1]
- الجرح والتعديل: ذكره ابن حبان في كتاب الثقات، وروى له محمد بن إسماعيل البخاري في كتاب الأدب المفرد حديثًا واحدًا موقوفًا فِي الدعاء.[1]